# Samoa américaines aux Jeux olympiques d'été de 1988
Les Samoa américaines participent pour la première fois aux Jeux olympiques à Séoul, Corée du Sud, en 1988.

## Athlétisme
Pour un article plus général, voir Athlétisme aux Jeux Olympiques d'été de 1988.
| Athlète    | Événement | Série | Série    | Demi-finale | Demi-finale | Finale  | Finale   |
| Athlète    | Événement | Temps | Position | Temps       | Position    | Temps   | Position |
| ---------- | --------- | ----- | -------- | ----------- | ----------- | ------- | -------- |
| John Maeke | Marathon  |       |          |             |             | 2:25:35 | 51       |

## Boxe
Pour un article plus général, voir Boxe aux Jeux olympiques d'été de 1988.
| Athlète        | Événement       | 1/64 de finale                  | 1/32 de finale              | 1/16 de finale              | Quart de finale     | Demi-finale         | Finale              |
| Athlète        | Événement       | Opposition Résultat             | Opposition Résultat         | Opposition Résultat         | Opposition Résultat | Opposition Résultat | Opposition Résultat |
| -------------- | --------------- | ------------------------------- | --------------------------- | --------------------------- | ------------------- | ------------------- | ------------------- |
| Maselino Masoe | Poids welters   | Pedro Fria Reynoso (DOM) W RSCH | Fidele Mohinga (CAF) W RSCH | Kenneth Gould (USA) L 0:5   | Éliminé             | Éliminé             | Éliminé             |
| Mikaele Masoe  | Poids mi-lourds | BYE                             | BYE                         | Andrew Maynard (USA) L RSCO | Éliminé             | Éliminé             | Éliminé             |

## Haltérophilie
Pour un article plus général, voir Haltérophilie aux Jeux olympiques d'été de 1988.
Hommes
| Athlète       | Événement       | Arraché  | Arraché | Epaulé-jeté | Epaulé-jeté | Total  | Rang |
| Athlète       | Événement       | Résultat | Rang    | Résultat    | Rang        | Total  | Rang |
| ------------- | --------------- | -------- | ------- | ----------- | ----------- | ------ | ---- |
| Taveuni Ofisa | Poids mi-lourds | 90 kg    | 20      | 130 kg      | 18          | 220 kg | 18   |
| Tauama Timoti | Poids lourds    | 120 kg   | 18      | 140 kg      | 16          | 260 kg | 16   |

## Lutte
Pour un article plus général, voir Lutte aux Jeux olympiques d'été de 1988.
| Athlète       | Événement | Tour préliminaire                                  | Classement                            | Finale           |
| Athlète       | Événement | Opposition Score                                   | Classement                            | Opposition Score |
| ------------- | --------- | -------------------------------------------------- | ------------------------------------- | ---------------- |
| Alesana Sione | 100 kg    | Babacar Sar (MTN) L 0-4 Istvan Robotka (HUN) L 0–4 | Sixième du groupe Douzième au général | Éliminé          |

## Source
- Rapports olympiques officiels